# (2063) Bacchus
(2063) Bacchus – planetoida z grupy Apollo. 

## Odkrycie
Planetoida ta została odkryta 24 kwietnia 1977 roku w Obserwatorium Palomar przez amerykańskiego astronoma Charlesa T. Kowala. 
Nazwa asteroidy pochodzi od mitologicznego Bachusa. Przed jej nadaniem planetoida nosiła oznaczenie tymczasowe (2063) 1977 HB.

## Orbita
(2063) Bacchus krąży wokół Słońca w średniej od niego odległości 1,08 au, po orbicie o mimośrodzie 0,35, w czasie 1 roku i 44 dni. Mimośród tej asteroidy sprawia, że w swoim ruchu wokół Słońca w aphelium (2063) Bacchus znajduje się poza orbitą Marsa a w peryhelium wewnątrz orbity Wenus. Nachylenie orbity tego ciała do ekliptyki wynosi 9,43°.

## Właściwości fizyczne
Jest to obiekt o niewielkich rozmiarach (okruch skalny ok. 1×1×2,6 km), może mijać Ziemię w niewielkiej – jak na kosmiczne warunki – odległości. W marcu 1996 roku dokonano radarowych badań (2063) Bacchusa, w wyniku których stworzono komputerowy model tej planetoidy. Ma ona wydłużony kształt z nierówną powierzchnią. Wokół własnej osi obraca się w czasie nieco krótszym od 15 godzin. Średnia temperatura jej powierzchni wynosi 224 K, ma ona także wysokie albedo sięgające 0,56. Zważywszy jednak na małe rozmiary, jasność absolutna asteroidy wynosi tylko 17,1m.